# Eucalyptus mannifera
Eucalyptus mannifera är en myrtenväxtart som beskrevs av Mudie. Eucalyptus mannifera ingår i släktet Eucalyptus och familjen myrtenväxter. Inga underarter finns listade i Catalogue of Life.

## Bildgalleri

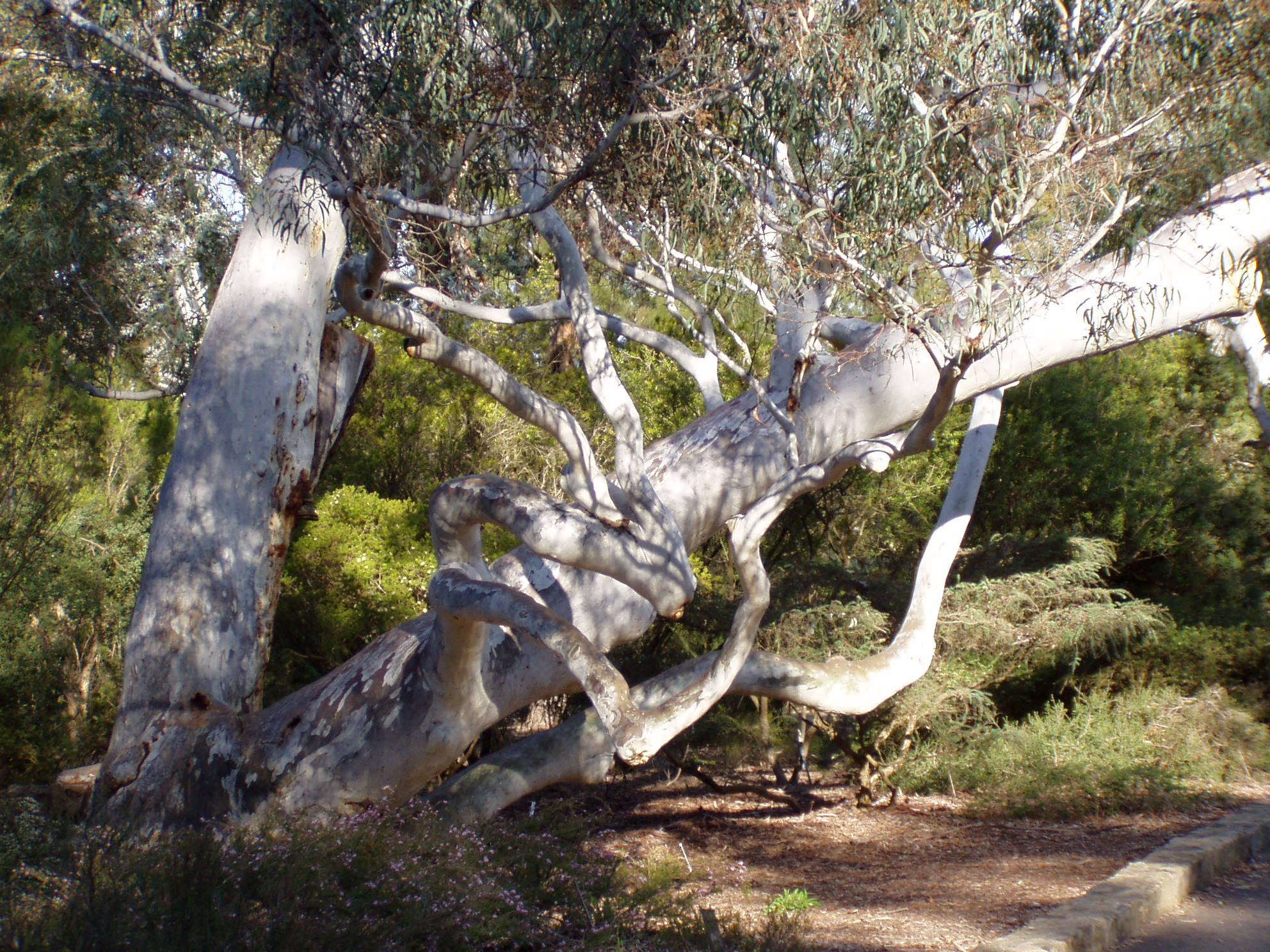
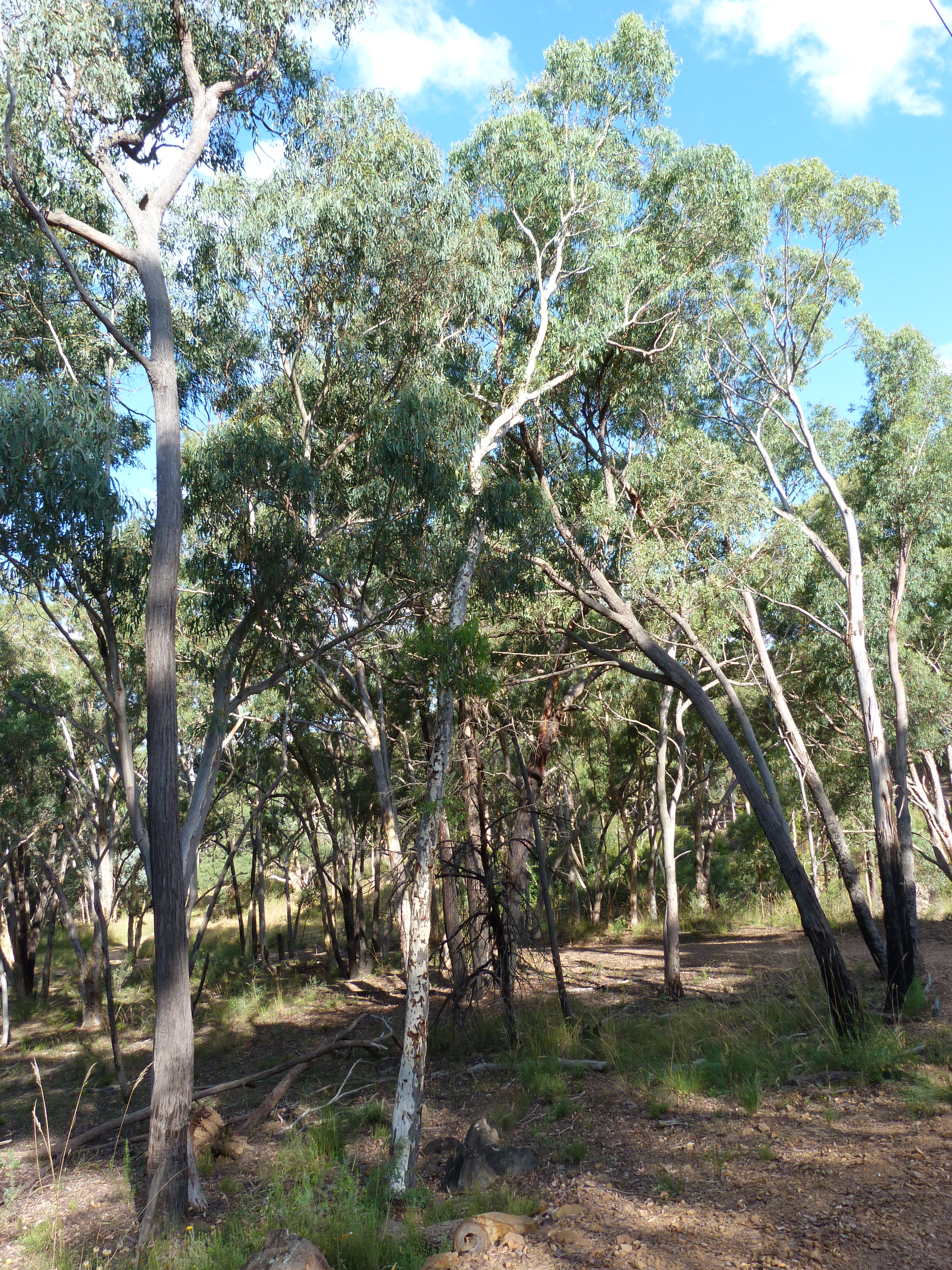
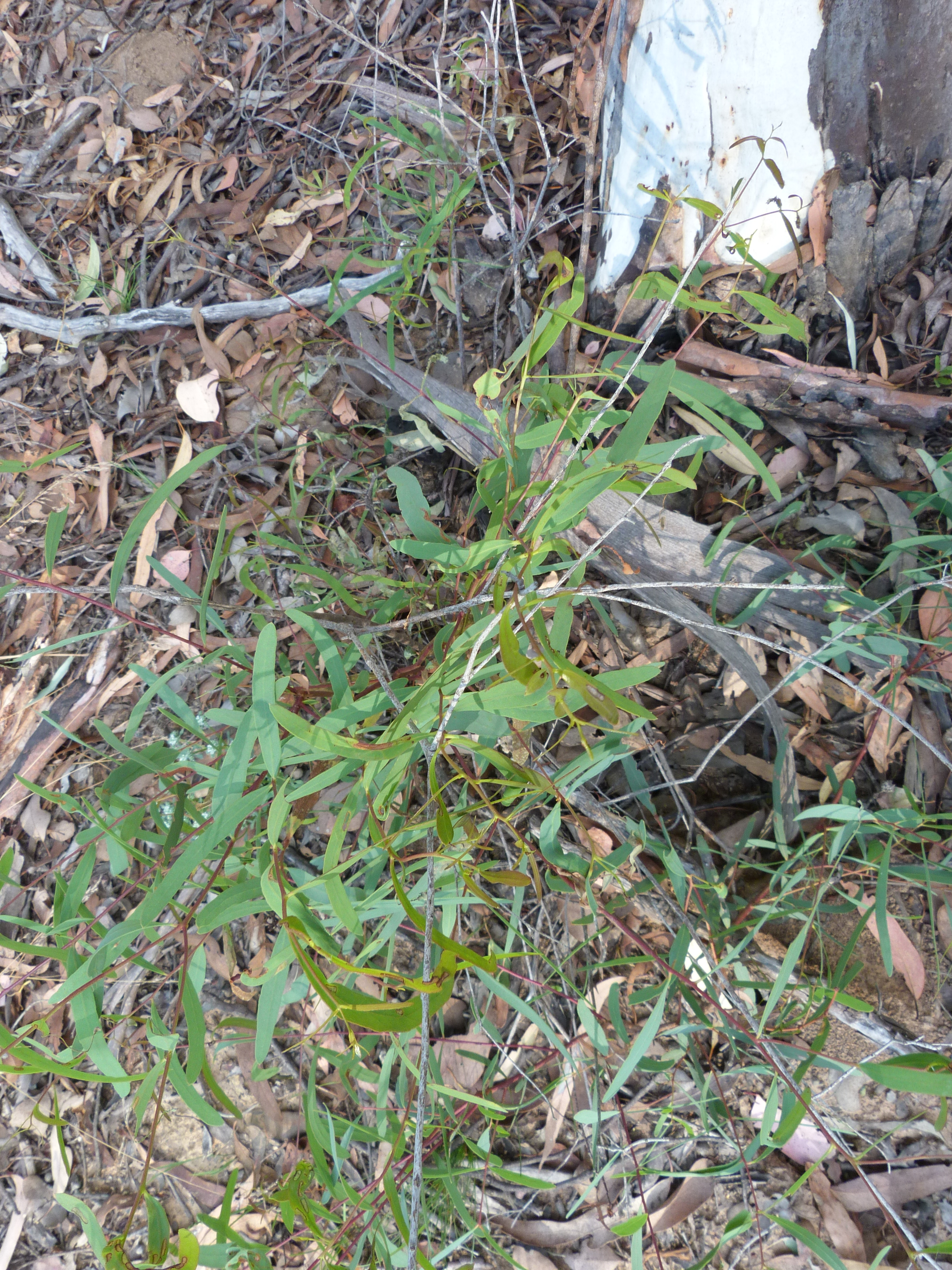
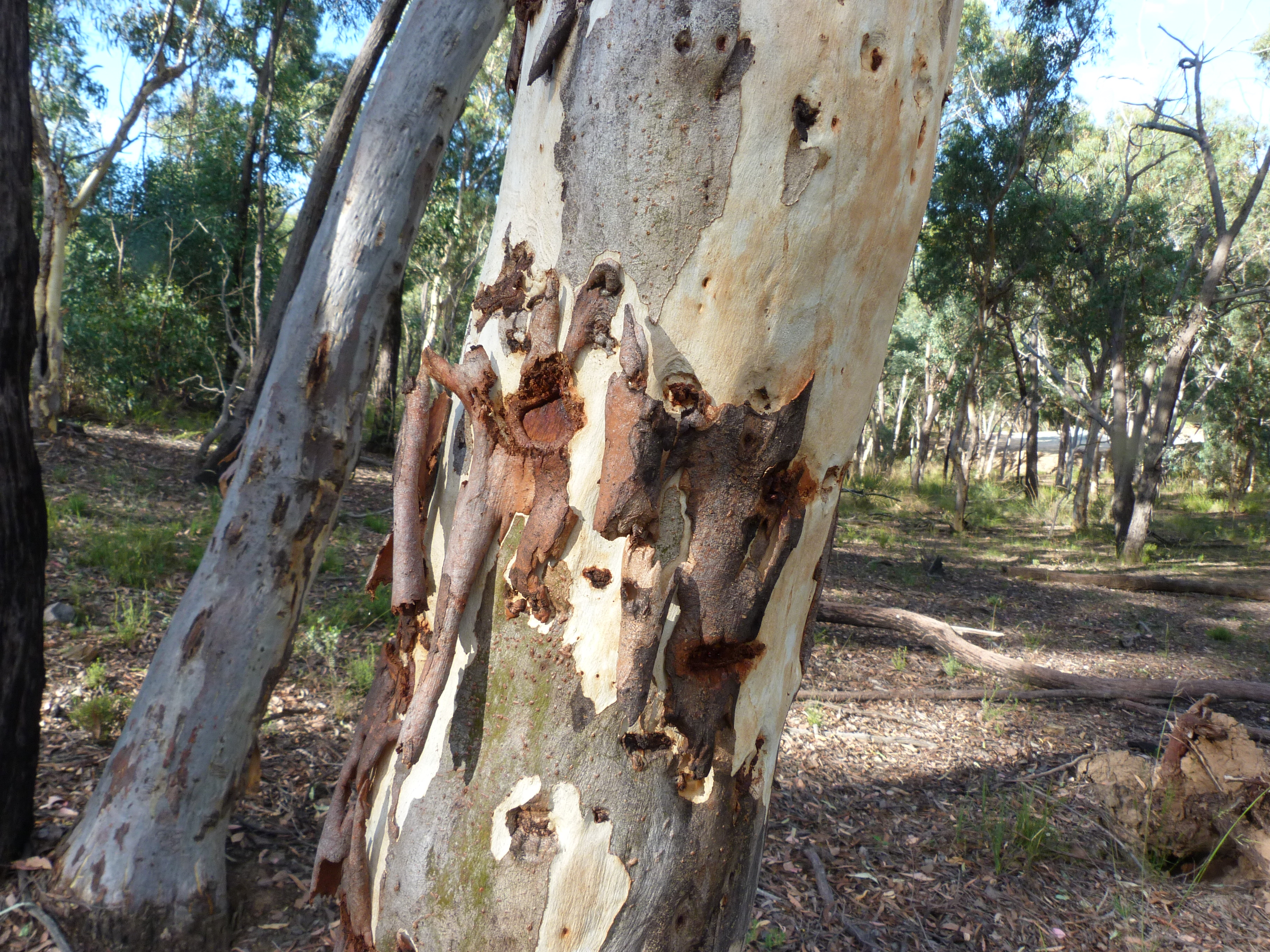
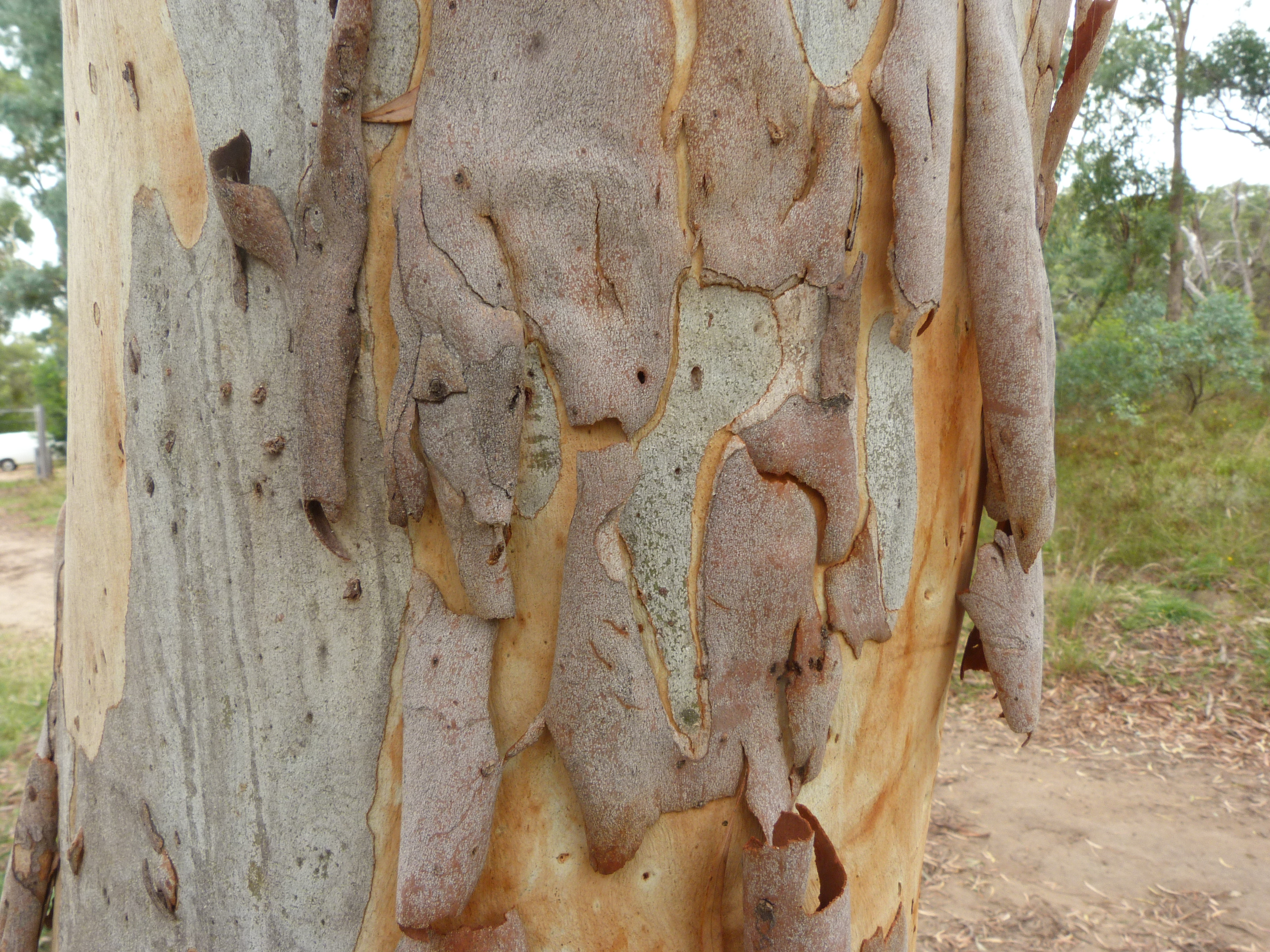
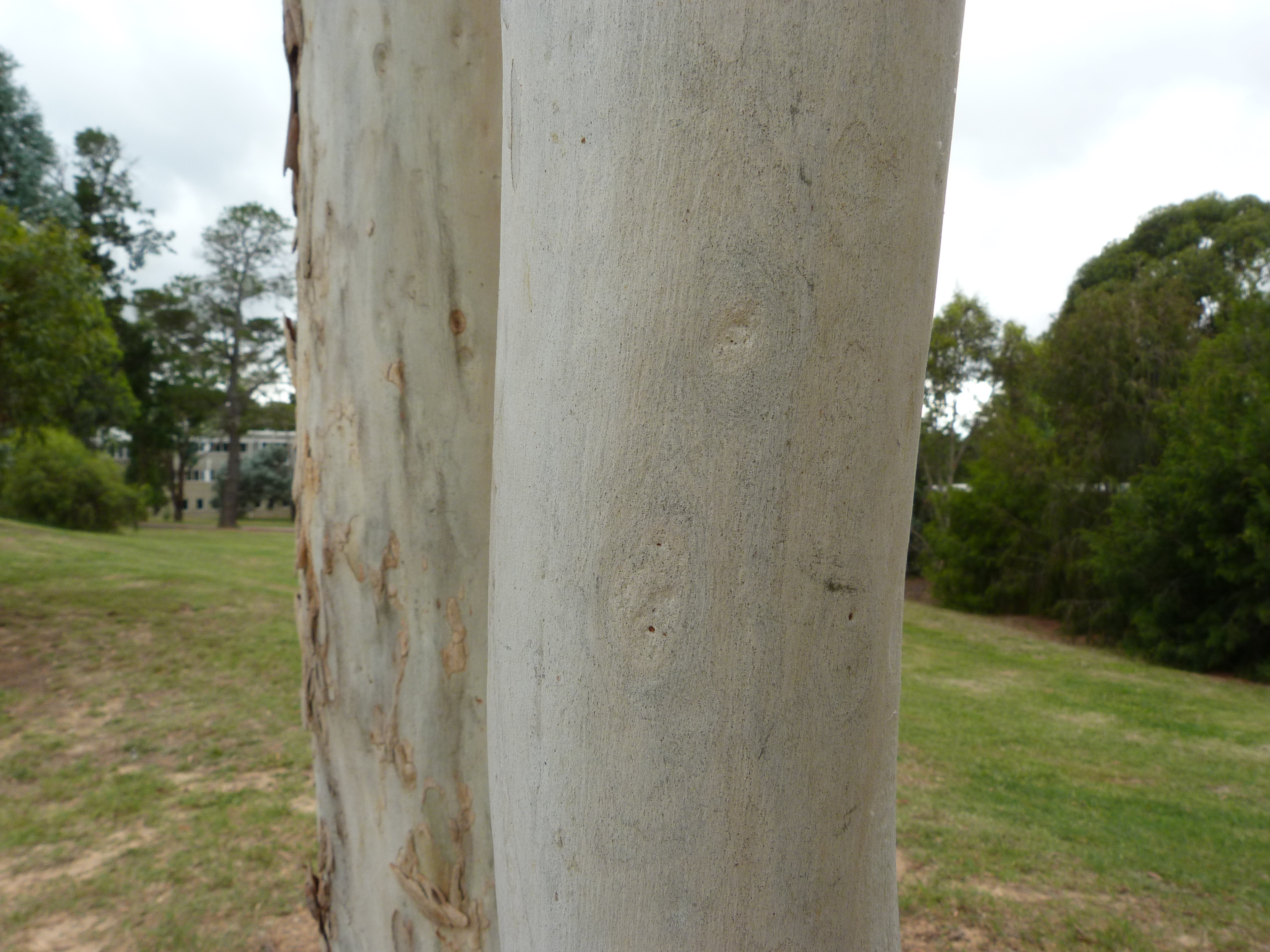